# الحب أيضا يموت (فلم)
الحب أيضا يموت هو فيلم مصري عُرض سنة 1988، قصة وحوار موسي صبري، سيناريو عصام الجمبلاطي، وإخراج يحيي العلمي، ومن بطولة صلاح ذو الفقار وصفية العمري وعزت العلايلي.

## القصة
قصة حب تنشأ بين الفنانة الشهيرة أبكار، والكاتب الذائع الصيت مراد فهيم، وبالرغم من تحذير رئيسه في العمل مصطفى رشدي له، للخوف من تلك العلاقة، والتي قد تؤثر على حياته المهنية إلا أنها تتطور، فيجد نفسه في مفترق الطرق بين اختيار الاستمرار معها أو الالتفات لعمله.

## فريق العمل
- قصة وحوار: موسي صبري
- سيناريو: عصام الجمبلاطي
- إخراج: يحيي العلمي
- المنتج المنفذ: ممدوح الليثي
- موسيقي: عمر خيرت
- تصوير: نسيم ونيس
- مونتاج: محمد الطباخ

## طاقم التمثيل
- صلاح ذو الفقار
- صفية العمري
- عزت العلايلي
- إيمان الطوخي
- حمدي غيث
- أبو بكر عزت
- إنعام سالوسة
- يوسف عيد
- نبيل بدر
- نبيل الدسوقي
- دينا
- عادل أمين